# Helena Rivière
Helena Birgitta Rivière, född Vamstad 17 augusti 1940 i Sandviken, är en svensk politiker (moderat). Hon var riksdagsledamot 2006–2010 (statsrådsersättare oktober–november 2006, därefter ordinarie ledamot), invald för Stockholms kommuns valkrets.

## Biografi
Rivière är dotter till ingenjören Elof Vamstad och Lily Maria Nilsson. Hon är autodidakt konstnär och har ställt ut tillsammans med Karlskoga konstförening.
Fram till valet 2006 var Rivière bokförläggare i det egna förlaget Akademeja, och hon är författare till flera böcker på eget och andras förlag.

### Riksdagsledamot
Rivière kandiderade i riksdagsvalet 2006 och blev ersättare. Hon tjänstgjorde som statsrådsersättare för Fredrik Reinfeldt under perioden 6 oktober–15 november 2006. Rivière utsågs till ny ordinarie riksdagsledamot från och med 16 november 2006 sedan Johan Forssell avsagt sig uppdraget.
I riksdagen var hon ledamot i socialförsäkringsutskottet 2006–2010. Rivière hade särskilt intresserat sig för frågor som rör socialförsäkringssystemet, vilket framgår av att i stort sett samtliga hennes anföranden i riksdagen sedan 2006 handlade om detta.